# Ricardo Ehrlich
Ricardo Ehrlich (Montevideo, 4 de novembre de 1948) és un bioquímic i polític uruguaià pertanyent al Front Ampli. Va ser intendent de Montevideo (Batlle municipal) des del 2005 fins al 2010, i actualment és el nou ministre d'Educació i Cultura del govern de José Mujica.

## Biografia
Nascut a Montevideo, Ehrlich és fill de pares jueus de Polònia. Després del cop d'Estat de 1973 va ser empresonat durant la presidència de Juan María Bordaberry Arocena. No obstant això, uns mesos més tard recuperà la llibertat i emigrà en qualitat d'exiliat a Europa.
Durant les eleccions municipals del 2005 va resultar triomfador amb el 60,9% dels vots. El seu rival polític Pedro Bordaberry, fill de l'exdictador Juan María Bordaberry, en va obtenir el 26,9% de suport electoral.
El 2010, el president electe José Mujica el va nomenar ministre d'Educació i Cultura, deixant el càrrec d'intendent de Montevideo en mans de Hyara Rodríguez.